# Kloster Furth
Das Kloster Furth ist ein Kloster der Maristen-Schulbrüder (FMS) in Furth bei Landshut in Bayern. Heute leben dort nur noch ca. 16 Fratres, die unter anderem die Klosterdestillation St. Josef führen. Dem Kloster angegliedert waren außerdem zum Beispiel die Klosterbrauerei Furth, die 1993 von der Hohenthanner Schlossbrauerei übernommen wurde, die 1923 eröffnete Druckerei, die im Jahr 2000 von Josef Schmid übernommen und in die MDV Maristen Druck & Verlag GmbH umgewandelt wurde, und eine Klostergärtnerei. 1946 wurde außerdem eine Oberrealschule gegründet, aus der das heutige Maristen-Gymnasium Furth hervorging. Dieses befindet sich seit 2006 in der Trägerschaft der Schulstiftung der Diözese Regensburg. Heute befindet sich in den Flügeln der „Alten Druckerei“ sowie der „Alten Schule“ des Klostergebäudes das Seminar- und Schulungszentrum Kloster Furth, das im Jahr 2019 seinen Betrieb aufgenommen hat.

## Geschichte
Das Maristenkloster Furth wurde 1915 gegründet, da die ursprünglich in Belgien beheimateten Fratres das Land nach dem Ausbruch des Ersten Weltkriegs verlassen mussten. In dem niederbayerischen Dorf Furth fanden sie Unterkunft in einer Sommervilla mit Park, die kurz zuvor von der Baronin Freifrau Philomena von Hornstein erbaut worden war.
Ab 1951 wurde die moderne Klosterkirche erbaut. Sie wurde im August 1953 geweiht und trug das Patrozinium des Unbefleckten Herzens Mariä. Der Gebäudeflügel, der im ersten Obergeschoss die Kirche beherbergte, befindet sich östlich des Klosterhofs. Unterhalb der Kirche befand sich im Erdgeschoss der Turnsaal der Oberrealschule.
Bis zum 14. April 2000 war das Kloster Sitz der Deutschen Ordensprovinz der Maristen-Schulbrüder. Seitdem gehört es zur Großprovinz Europa Zentral-West. Der Beauftragte als gesetzlicher Vertreter für die Maristenbrüder in Deutschland hat aber weiterhin seinen Sitz im Maristenkloster Furth.
Im Jahr 2015 wurde das Kloster durch das Further Kommunalunternehmen erworben. Direkt nach dem Kauf begannen die Planungen für die zukünftige Nutzung des Areals. Seitdem entstanden auf dem Klostergelände ein Seminar- und Schulungszentrum (eröffnet im Januar 2019) sowie eine Schaubrauerei mit angeschlossenem Bräustüberl und Klosterdestillation St. Josef (eröffnet im Oktober 2020). In Bau befindet sich die Neugestaltung der ehemaligen Klosterkirche (Stand Oktober 2021), die im Sommer 2018 als erst zweiter Kirchenbau des Bistums Regensburg profaniert worden ist. Bis Herbst 2022 soll hier für insgesamt 3,5 Millionen Euro ein neuer Bürgersaal mit 199 Sitzplätzen für Veranstaltungen wie Theateraufführungen oder Konzerte entstehen. Zu diesem Zweck soll auch die Orgel der Klosterkirche erhalten bleiben. Für den Bürgersaal hat der Freistaat Bayern bisher 1,6 Millionen Euro an Fördergelder zugesagt. Insgesamt ist eine Förderung von rund zwei Millionen Euro vorgesehen.

### Klosterbrauerei
Zum 1. Oktober 1921 übernahmen die Maristen als Pächter die seit 1621 bestehende Schlossbrauerei und den Gutshof von der Freifrau von Hornstein. Die Fratres legten hohen Wert auf die Qualität der Rohstoffe, die Ausstattung der Braustätte und die Ausbildung ihres Braupersonals. Die Fratres, die in der Brauerei arbeiten sollten, wurden zur Ausbildung nach Straubing, Scheyern, Ettal und Andechs geschickt. Dies spiegelte sich in einem rasanten Aufschwung der Brauerei in den 1920er und 1930er Jahren wider. Neben den Kunden aus der Region, zum Beispiel aus Landshut, belieferte sie zu dieser Zeit ein Bierdepot und zwei Gaststätten in München.
Nach dem Tod der Freifrau von Hornstein im Jahr 1943 fielen Brauerei und Gutshof an den Bischöflichen Stuhl in Regensburg. Die Maristen schlossen nach langen Verhandlungen einen Pachtvertrag für weitere 18 Jahre ab. Am 27. Juli 1962 wurden durch Blitzschlag Teile von Brauerei, Lagerhalle und Schlosserei zerstört. Unter großem Einsatz der Fratres konnte der Braubetrieb dennoch aufrechterhalten werden. Da sich der Bischöfliche Stuhl gegen einen Wiederaufbau aussprach, erwarben die Maristen-Schulbrüder 1964 die Brauerei. In den Jahren 1964/65 erfolgte der Wiederaufbau der Schlossbrauerei. 1980 wurde diese in Klosterbrauerei Furth umbenannt, 1982 in eine Gesellschaft mit beschränkter Haftung umgewandelt. Zum 1. Oktober 1992 fusionierte die Klosterbrauerei Furth mit der Hohenthanner Schlossbrauerei, bevor diese 1993 die Klosterbrauerei komplett übernahm. 1998 wurde aus Gründen der Wirtschaftlichkeit der Braubetrieb in Furth eingestellt. Helles und dunkles Klosterbier wurden bis 2020 in Hohenthann gebraut. Das ehemalige Brauereigelände im Ortszentrum von Furth wurde im Jahr 2000 umgebaut. Einige der Brauereigebäude blieben erhalten und werden seither von der SOLAR GmbH genutzt.
Im Jahr 2017 entwickelten das Further Kommunalunternehmen und die Hohenthanner Schlossbrauerei Pläne zur Reaktivierung der Klosterbrauerei Furth. Im April 2019 fand im ehemaligen Klostergarten der Spatenstich für eine kleine Schaubrauerei mit 500 Litern Ausstoßvolumen statt. Im Oktober 2020 wurde die Braustätte mit angeschlossenem Bräustüberl eröffnet. Auch die Klosterdestillerie St. Josef, deren Geschichte bei den Maristen bis ins Jahr 1857 zurückreicht, erhielt hier neue Räumlichkeiten.

### Maristen-Gymnasium
1946 wurde in Furth „ein Juvenat als sechsklassige Oberrealschule für den Ordensnachwuchs“ gegründet, anfangs mit selten mehr als 100 Schülern. 1965 erfolgte die Umbenennung in „Maristen-Gymnasium“, 1976 die staatliche Anerkennung der Schule. Seitdem wird die Schule nicht mehr ausschließlich als Internat geführt. Deshalb und da ab 1985 auch Mädchen aufgenommen wurden, stieg die Schülerzahl signifikant. Zu diesem Zeitpunkt gab es allerdings noch keine gymnasiale Oberstufe am Maristen-Gymnasium; die Schüler, die die Abitur ablegen wollten, absolvierten die Oberstufe üblicherweise am Maristenkolleg in Mindelheim. Erst als 1989 die Schließung der Schule kurz bevorstand, entschied sich der Orden für einen „gewissen Ausbau der Schule“, um „die Zukunft der Schule langfristig zu sichern und als Angebotsschule attraktiv zu machen“. Zum Schuljahresende 1988/1989 wurde dann das Internat geschlossen; ferner wurden ein Neubau geplant und die Einrichtung einer Oberstufe für die ab sofort neu angemeldeten Kinder genehmigt. Die Oberstufe startete zum Schuljahr 1994/1995, im Jahr 1997 konnten die ersten Abiturienten verabschiedet werden. Die Einweihung des Neubaus oberhalb des Klosters in nördlicher Richtung erfolgte am 26. Mai 1995. Heute ist die Schule ein staatlich anerkanntes mathematisch-naturwissenschaftliches, wirtschaftswissenschaftliches und sprachliches Gymnasium für Mädchen und Jungen. Zum 1. August 2006 ist die Schule in die Trägerschaft der Schulstiftung der Diözese Regensburg übergegangen.

## Orgel
Die Orgel der ehemaligen Klosterkirche wurde 1955 von Paul Sattel aus Speyer geschaffen. Das Kegelladeninstrument mit elektrischen Spiel- und Registertrakturen umfasst insgesamt 30 Register auf drei Manualen und Pedal. Es ist einem Freipfeifenprospekt untergebracht. Die Disposition lautet wie folgt:
| I Manual C–g3 |             |        |
| 1.            | Quintade    | 16′    |
| 2.            | Principal   | 08′    |
| 3.            | Rohrgedackt | 08′    |
| 4.            | Spitzgamba  | 08′    |
| 5.            | Octav       | 04′    |
| 6.            | Koppelflöte | 04′    |
| 7.            | Nachthorn   | 02′    |
| 8.            | Mixtur IV–V | 01 ⁄3′ |

| II Manual C–g3 |               |       |
| 09.            | Hohlflöte     | 8′    |
| 10.            | Zartviol      | 8′    |
| 11.            | Schwebung     | 8′    |
| 12.            | Feldflöte     | 4′    |
| 13.            | Rohrpfeife    | 4′    |
| 14.            | Nasard        | 2 ⁄3′ |
| 15.            | Sifflöte      | 2′    |
| 16.            | Scharf III    | 1′    |
| 17.            | Englisch Horn | 8′    |
|                | Tremulant     |       |

| III Manual C–g3 |              |        |
| 18.             | Gedackt      | 8′     |
| 19.             | Salicional   | 8′     |
| 20.             | Rohrquintade | 4′     |
| 21.             | Spitzoctav   | 2′     |
| 22.             | Quinte       | 1 ⁄3′  |
| 23.             | Zimbel II    | 0 1⁄2′ |

| Pedal C–f1 |                 |     |
| 24.        | Subbaß          | 16′ |
| 25.        | Zartbaß         | 16′ |
| 26.        | Octavbaß        | 08′ |
| 27.        | Gedacktbaß      | 08′ |
| 28.        | Choralbaß       | 04′ |
| 29.        | Singend Gedackt | 02′ |
| 30.        | Dulcian         | 16′ |

- Koppeln: II/I, III/I, III/II, III/P, II/P, I/P

Die Orgel soll nach dem Umbau der Klosterkirche zum Bürgersaal erhalten bleiben.